# Tranzistor

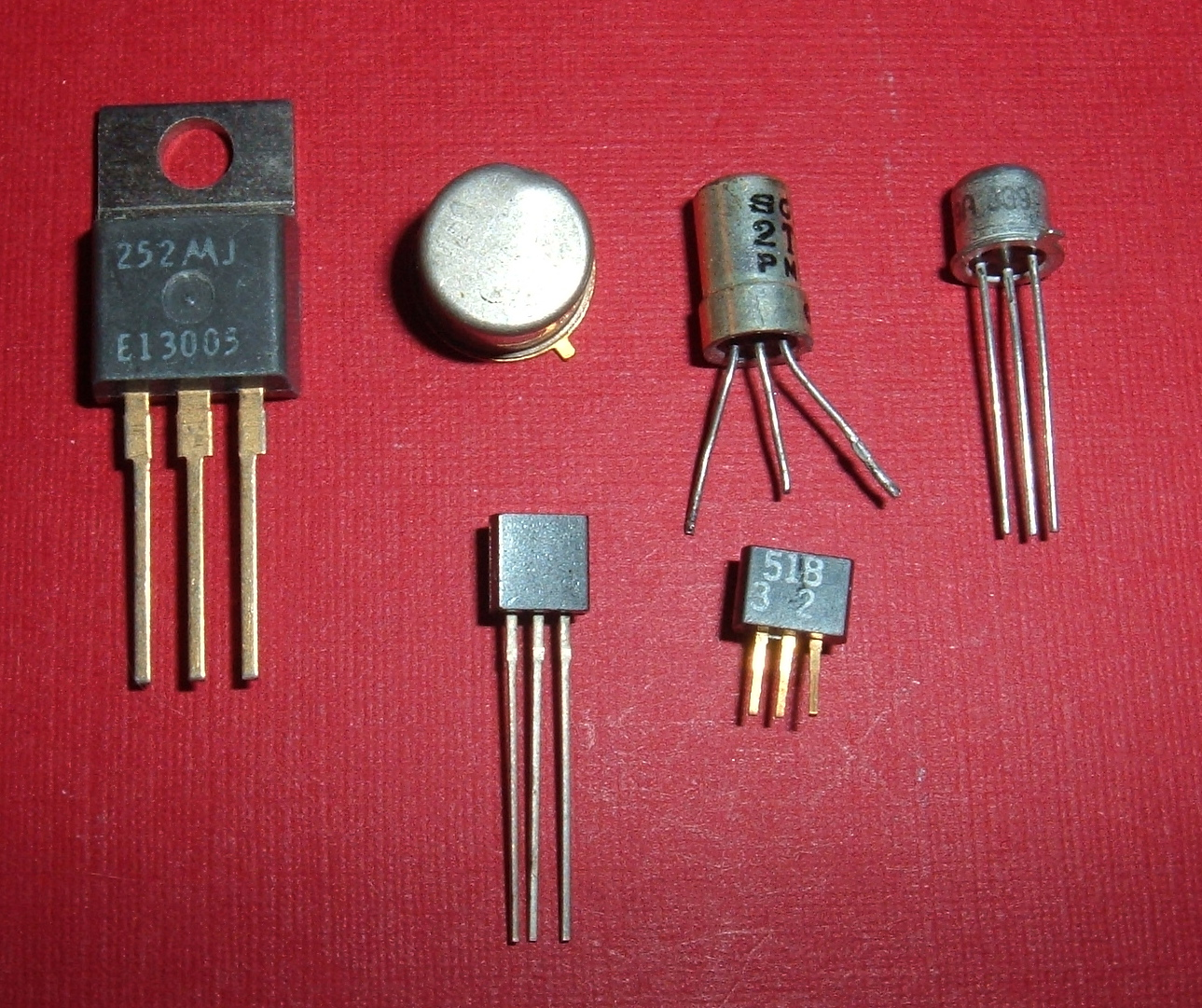
Tranzistory

Tranzistor je třívrstvá polovodičová součástka, kterou tvoří dvojice přechodů PN.[zdroj?] Tranzistory jako samostatné součástky se používají jako zesilovače, spínače a invertory. Dále jsou tranzistory základem integrovaných obvodů, např. počítačových procesorů a pamětí.
Funkce tranzistoru je založena na tranzistorovém jevu (efektu), který byl objeven a tranzistor vynalezen 16. prosince 1947 v Bellových laboratořích týmem ve složení William Shockley, John Bardeen a Walter Brattain.[zdroj?] Za tento objev jim byla roku 1956 udělena Nobelova cena za fyziku. Tranzistory postupně nahradily užívání elektronek ve funkci hlavních, tzv. aktivních součástek v elektronických obvodech. Výrazně menší a energeticky úspornější tranzistory umožnily v 2. polovině 20. století velký rozvoj elektroniky a díky miniaturizaci zvláště výpočetní techniky.

## Základ činnosti
Základní vlastností tranzistoru je schopnost zesilovat – malé změny napětí nebo proudu na vstupu mohou vyvolat velké změny napětí nebo proudu na výstupu.
Podle principu činnosti se rozlišují tranzistory bipolární a unipolární. Polovodičové přechody tranzistoru vytvářejí strukturu odpovídající spojení dvou diod v jedné součástce, většinu vlastností tranzistoru však dvojicí diod nahradit nelze. Každý tranzistor má minimálně tři elektrody, které se u bipolárních tranzistorů označují jako kolektor (C, příp. K), báze (B) a emitor (E), u unipolárních jako drain (D), gate (G) a source (S). Podle uspořádání použitých polovodičů typu P nebo N se rozlišují dva typy bipolárních tranzistorů, NPN a PNP (prostřední písmeno odpovídá bázi). Unipolární tranzistory se rozlišují na N-FET a P-FET.

## Základní typy tranzistorů
- Bipolární – (BJT – Bipolar Junction Transistor) Jsou řízeny proudem tekoucím do báze.
- Unipolární – (FET – Field Effect Transistor) Jsou řízeny napětím (elektrostatickým polem) na řídící elektrodě (gate).
  - JFET – (Junction FET) Řídící elektroda je tvořena závěrně polarizovaným přechodem PN.
  - MESFET – (Metal Semiconductor FET) Řídící elektroda je tvořena závěrně polarizovaným přechodem kov–polokov.
  - MOSFET – (Metal Oxide Semiconductor FET) Řídící elektroda je izolována od zbytku tranzistoru oxidem. Jejich výkonnostní varianty mají mezi Drain a Body takzvanou body diodu, která jím pomáhá zvládat napěťové špičky opačného napětí způsobené rychlým rozpojováním induktoru např. motoru (pro jehož řízení se často používají)
  - MISFET – (Metal Insulated Semiconductor FET) Obecný název pro tranzistor s izolovanou řídící elektrodou. Izolantem nemusí být jen oxid (např. nitrid…).

## Schematické značení tranzistorů
Pro označování tranzistorů v elektrotechnických schématech se používají následující schematické značky:
| bipolární | bipolární | unipolární | unipolární | unipolární                   | unipolární               | kombinace unipolární a bipolární | kombinace unipolární a bipolární |
| typ       |           | kanál      | JFET       | MOSFET s indukovaným kanálem | MOSFET s vodivým kanálem | kanál, typ                       | IGBT                             |
| NPN:      |           | P:         |            |                              |                          | P, NPN:                          |                                  |
| PNP:      |           | N:         |            |                              |                          | N, PNP:                          |                                  |

## Rozdělení tranzistorů podle výkonu
- běžné tranzistory: slouží pro zpracování signálu (ať už jako jednotlivé „diskrétní“ součástky, či součástky v čipech a mikročipech integrovaných obvodů), jsou dnes základním prvkem spotřební i nespotřební elektroniky (televize, rádia, počítače, mobilní telefony…). Běžné tranzistory obvykle zpracovávají signál v jednotkách voltů. Proud přitom bývá nejvýše v řádu miliampérů. Snahou od počátku je a zůstává minimalizace jak obou elektrických veličin, tak ztrát energie v součástce a z toho vyplývající efektivita zpracování informace.

- výkonové tranzistory: jsou klíčovým prvkem používaným ve výkonové elektronice, například v oblasti spínaných zdrojů nebo frekvenčních měničů. Výkonová elektronika je rovněž klíčová při realizaci moderních zdrojů světla (úsporná žárovka, LED), moderních trakčních vozidel s asynchronními motory, hybridních automobilů a elektromobilů, fotovoltaických a větrných elektráren. Současné výkonové tranzistory (viz IGBT) jsou schopny ve spínacím režimu pracovat s napětím až v řádu kilovoltů a s proudy v řádu stovek nebo tisíců ampér.

- středně výkonné tranzistory: mezi běžnými a výkonovými tranzistory – často jak parametry, tak fyzickou funkcí – jsou provozované v lineárním režimu a používají se například pro lineární regulátory napětí nebo pro výkonové stupně audiozesilovačů.